# Laodingshan
Laodingshan (kinesiska: 老顶山, 老顶山镇) är en köping i Kina. Den ligger i provinsen Shanxi, i den norra delen av landet, omkring 190 kilometer söder om provinshuvudstaden Taiyuan. Antalet invånare är 39 336. Befolkningen består av 19 357 kvinnor och 19 979 män. Barn under 15 år utgör 16,0 %, vuxna 15-64 år 77 %, och äldre över 65 år 6,0 %.
Genomsnittlig årsnederbörd är 707 millimeter. Den regnigaste månaden är juli, med i genomsnitt 229 mm nederbörd, och den torraste är december, med 5 mm nederbörd.